# Paris-Dakar Rally (videojuego)
Paris-Dakar Rally es un videojuego de carreras desarrollado por Broadsword Interactive y publicado por Acclaim Entertainment para Microsoft Windows y PlayStation 2. Se basa en el Paris Dakar Rally de la vida real, uno de los eventos deportivos más difíciles y peligrosos del mundo. Basado en el 2000 desarrollo del rally, el juego presenta diez ubicaciones (cada una con cuatro etapas) que comienzan en Senegal y terminan en Wadi Elrayan, Egipto.

## Recepción
| Críticas Publicación Calificación PS2 PC 4Players 59% [ 2 ] N/A GameSpot 2.9/10 [ 3 ] N/A IGN 2.5/10 [ 4 ] N/A Jeuxvideo.com 9/20 [ 5 ] 8/20 [ 6 ] Official PlayStation Magazine (EEUU) [ 7 ] N/A PC Zone N/A 55% [ 8 ] Puntuaciones de reseñas Metacritic 36/100 [ 9 ] N/A |              |              |
| Críticas |              |              |
| Publicación | Calificación | Calificación |
| Publicación | PS2          | PC           |
| 4Players | 59%          | N/A          |
| GameSpot | 2.9/10       | N/A          |
| IGN | 2.5/10       | N/A          |
| Jeuxvideo.com | 9/20         | 8/20         |
| Official PlayStation Magazine (EEUU) | [ 7 ]        | N/A          |
| PC Zone | N/A          | 55%          |
| Puntuaciones de reseñas |              |              |
| Metacritic | 36/100       | N/A          |

La versión de PlayStation 2 recibió críticas "desfavorables" según el sitio web agregador de reseñas Metacritic.
Fue nominado para el premio al "Peor juego" de 2001 entre los juegos de consola de GameSpot, que fue para Kabuki Warriors.